# Juan Sánchez Miño
Juan Manuel Sánchez Miño (Buenos Aires, 1º gennaio 1990) è un ex calciatore argentino, di ruolo difensore o centrocampista.

## Biografia
In patria è stato paragonato al suo ex compagno di squadra Clemente Rodríguez. È in possesso della cittadinanza italiana, ottenuta nell'agosto del 2014 grazie a un trisavolo, Davide Roca, originario di Decollatura (CZ).

## Caratteristiche tecniche
Può essere impiegato come terzino o ala sulla fascia sinistra. Abbina capacità di corsa e di inserimento negli spazi. Di piede mancino, dispone di un buon tiro ed è fisicamente brevilineo.

## Carriera

### Club

#### Giovanili e debutto al Boca Juniors
Dopo aver mosso i primi passi nel piccolo club della sua città di origine, lo Juventud de Saavedra, nel 2001 viene notato dall'osservatore Ramón Maddoni, che lo propone per un provino al Boca Juniors. Il club argentino, impressionato dal suo talento, decide di tesserarlo e inserirlo nel suo vivaio, dove si conferma tra i migliori prospetti del calcio argentino. 
Il 6 dicembre 2010 l'allenatore Roberto Pompei lo fa debuttare in Primera División in occasione della partita contro il Quilmes.
Durante la Primera División 2011-2012 l'allenatore Julio César Falcioni lo promuove titolare in prima squadra, e il suo contributo si rivela fondamentale: in campionato il 4 marzo 2012 segna la sua prima rete ufficiale in occasione della partita vinta per 2 a 0 contro il San Lorenzo. La squadra vince il torneo di Apertura con 43 punti, ma è in Coppa Libertadores che Sánchez Miño offre le migliori prestazioni: Il 30 marzo realizza il suo primo gol in Copa Libertadores nel match contro l'Arsenal di Sarandí e si ripete il 12 aprile contro il Fluminense. Il 15 giugno 2012 realizza anche il secondo gol nella vittoriosa semifinale di andata contro l'Universidad de Chile, ma resta in panchina nelle due partite della finale, persa contro il Corinthians.
La stagione successiva è ancora protagonista nel torneo di Apertura e Clausura, totalizzando 31 presenze e due reti.

##### Torino ed Estudiantes
All'inizio di luglio il giocatore inizia a svolgere la preparazione con il Torino, che il 9 agosto annuncia il suo acquisto a titolo definitivo dal Boca Juniors, per una cifra intorno ai 3,2 milioni di euro. Fa il suo debutto con la maglia granata il 31 agosto, nel pareggio interno per 0-0 contro l'Inter. Il 24 novembre fallisce un calcio di rigore contro il Sassuolo.
Dopo una prima parte di stagione negativa si trasferisce in prestito all'Estudiantes con cui disputa 26 partite in campionato segnando 3 reti.

#### Cruzeiro
Il 6 gennaio 2016 viene ufficializzato un nuovo prestito alla squadra brasiliana del Cruzeiro per tutto l'anno solare 2016.

#### Independiente
Dopo aver interrotto anticipatamente il prestito al Cruzeiro, nell'estate 2016 si trasferisce a titolo definitivo all'Independiente per la cifra 1,25 milioni di euro.

#### Elche e ritorno all'Estudiantes
Il 15 settembre 2020 torna in Europa firmando per l'Elche, club spagnolo neopromosso in Liga. Il 1º febbraio 2021 rescinde il suo contratto con gli spagnoli.
Rimane svincolato per 16 giorni, dopodiché fa ritorno all'Estudiantes (LP).  In un anno, collezionerà 32 presenze ed una rete.
Colón
Il 14 gennaio 2022, alla scadenza del suo contratto, viene acquistato dal Colón. In una stagione, totalizzerà 18 presenze senza mai andare a segno.
Lanús
Il 4 gennaio 2023, sarà acquistato a parametro zero dal Lanús.

## Statistiche

### Presenze e reti nei club
Statistiche aggiornate al 5 novembre 2023.
| Stagione            | Squadra             | Campionato          | Campionato | Campionato | Coppe nazionali | Coppe nazionali | Coppe nazionali | Coppe continentali | Coppe continentali | Coppe continentali | Altre coppe | Altre coppe | Altre coppe | Totale | Totale |
| Stagione            | Squadra             | Comp                | Pres       | Reti       | Comp            | Pres            | Reti            | Comp               | Pres               | Reti               | Comp        | Pres        | Reti        | Pres   | Reti   |
| ------------------- | ------------------- | ------------------- | ---------- | ---------- | --------------- | --------------- | --------------- | ------------------ | ------------------ | ------------------ | ----------- | ----------- | ----------- | ------ | ------ |
| 2010-2011           | Boca Juniors        | PD                  | 4          | 0          | -               | 0               | 0               | -                  | -                  | -                  | -           | -           | -           | 4      | 0      |
| 2011-2012           | Boca Juniors        | PD                  | 21         | 1          | CA              | 5               | 0               | CL                 | 8                  | 3                  | -           | -           | -           | 34     | 4      |
| 2012-2013           | Boca Juniors        | PD                  | 23         | 1          | CA              | 2               | 0               | CL+CS              | 4+2                | 0+1                | -           | -           | -           | 31     | 2      |
| 2013-2014           | Boca Juniors        | PD                  | 31         | 4          | -               | -               | -               | -                  | -                  | -                  | -           | -           | -           | 31     | 4      |
| Totale Boca Juniors | Totale Boca Juniors | Totale Boca Juniors | 79         | 6          |                 | 7               | 0               |                    | 14                 | 4                  |             | -           | -           | 100    | 10     |
| 2014-2015           | Torino              | A                   | 11         | 0          | CI              | 0               | 0               | UEL                | 3                  | 0                  | -           | -           | -           | 14     | 0      |
| 2015                | Estudiantes (LP)    | PD                  | 26         | 3          | CA              | 0               | 0               | CL                 | 8                  | 0                  | -           | -           | -           | 34     | 3      |
| gen.-giu. 2016      | Cruzeiro            | CM+A                | 11+4       | 1+0        | CB              | 2               | 0               | -                  | -                  | -                  | PL          | 1           | 0           | 21     | 0      |
| 2016-2017           | Independiente       | PD                  | 23         | 1          | CA              | 2               | 0               | CS+CS              | 3+8                | 0                  | -           | -           | -           | 36     | 1      |
| 2017-2018           | Independiente       | PD                  | 24         | 0          | CA              | 2               | 0               | CL                 | 5                  | 0                  | RS+CSB      | 0+1         | 0           | 32     | 0      |
| 2018-2019           | Independiente       | PD                  | 17         | 0          | CA+CdL          | 4+2             | 0               | CS                 | 6                  | 1                  | -           | -           | -           | 29     | 1      |
| 2019-2020           | Independiente       | PD                  | 22         | 1          | CA+CdL          | 0+1             | 0               | CS                 | 1                  | 0                  | -           | -           | -           | 24     | 1      |
| Totale Estudiantes  | Totale Estudiantes  | Totale Estudiantes  | 86         | 2          |                 | 11              | 0               |                    | 23                 | 1                  |             | 1           | 0           | 121    | 3      |
| 2020-gen. 2021      | Elche               | PD                  | 9          | 0          | CR              | 2               | 0               | -                  | -                  | -                  | -           | -           | -           | 11     | 0      |
| 2021                | Estudiantes (LP)    | PD                  | 20         | 0          | CdL             | 12              | 1               | -                  | -                  | -                  | -           | -           | -           | 32     | 1      |
| Totale Estudiantes  | Totale Estudiantes  | Totale Estudiantes  | 46         | 3          |                 | 12              | 1               |                    | 8                  | 0                  |             | -           | -           | 66     | 4      |
| 2022                | Colón (SF)          | PD                  | 16         | 0          | CA+CdL          | 1+2             | 0               | CL                 | 1                  | 0                  | -           | -           | -           | 20     | 0      |
| 2023                | Lanús               | PD                  | 16         | 0          | CA+CdL          | 2+7             | 0               | -                  | -                  | -                  | -           | -           | -           | 25     | 0      |
| Totale carriera     | Totale carriera     | Totale carriera     | 278        | 12         |                 | 46              | 1               |                    | 49                 | 5                  |             | 2           | 0           | 375    | 18     |

## Palmarès

### Competizioni internazionali
- Coppa Sudamericana: 1

Independiente: 2017
- Coppa Suruga Bank: 1

Independiente: 2018